# Hans Tropsch
Hans Tropsch, född 7 oktober 1889 i Plan bei Marienbad, död 8 oktober 1935 i Essen, var en tysk kemist.

## Biografi
Tropsch föddes i Plan bei Marienbad i den tysktalande delen av Böhmen, vid den tiden en del av Österrike-Ungern, nu Planá i Tjeckien. Han studerade i Prag vid det tyskspråkiga Karl-Ferdinands-Universität och Tyska tekniska högskolan från 1907 fram till 1913. Han tog sin doktorsexamen på arbete med Hans Meyer.
Tropsch arbetade i en färgfabrik i Mühlheim am Main 1916–1917, och tillbringade då några månader på Kaiser Wilhelm-institutet för kolforskning. Från 1917 till 1920 arbetade han i ett tjärdestilleri i Niederau, men återvände till Kaiser Wilhelm-institutet för kolforskning 1920, för att sedan stanna där till 1928. Där arbetade han med både Franz Fischer och Otto Roelen, ett samarbete som ledde till att den banbrytande uppfinningen av Fischer-Tropsch-processen patenterades.
År 1928 utnämndes Tropsch till professor vid det nya Institutet för kolforskning i Prag. Han accepterade senare en position i USA på laboratorierna hos Universal Oil Products och Armour Institute of Technology i Chicago 1931. På grund av en allvarlig sjukdom återvände han dock till Tyskland 1935, där han dog kort efter sin ankomst, på ett sjukhus i Essen.